# カルボラン酸

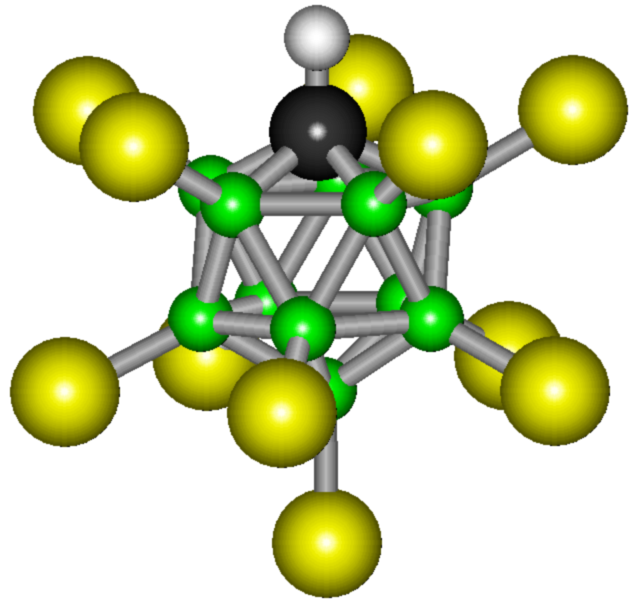
カルボラン酸イオン (CHB_{11}Cl_{11}^{−}) の構造（緑:ホウ素、黄:塩素、黒:炭素、白:水素）

カルボラン酸 (カルボランさん、英: carborane acid) はホウ素原子11個と炭素原子1個からなる二十面体型の分子であり、分子式はH(CHB11Cl11)である。カルボランの塩素置換体であり超酸である。2004年、カリフォルニア大学リバーサイド校のクリストファー・リードが発見した。

## 構造
カルボラン酸は炭素1個、ホウ素11個を二十面体の頂点とし、さらに炭素には水素原子が、ホウ素には塩素原子がそれぞれ1つずつ結合した構造をしている。ふつう炭素の価数は+4、ホウ素の価数は+3であるが、カルボラン酸では1つの原子あたり6つの原子と共有結合している。これはホウ素が3中心2電子結合をしているためで、炭素もこの影響で6つの結合をもつ。同じような特殊な結合をもつ分子にジボランがある。

## 性質
カルボラン酸は単独分子としては最も強い酸である。単独でない酸 (複数の分子が相互作用) ではマジック酸など、さらに強い酸が存在するためである。カルボラン酸のpKaは硫酸に比べて6以上小さく、フルオロスルホン酸 (カルボラン酸の発見前の最強の酸でありpKa = −16) よりも2以上小さい。これは塩素の電子求引性によりH+が脱離しやすく、また脱離で生じるアニオン (CHB11Cl11−) は負電荷の非局在化により安定化されるためである。
酸性度の高い化合物は一般に腐食性が大きい。たとえばマジック酸では反応によってフッ化物イオン (F−) が生じ、これによりさまざまな副反応が起きる。たとえばF−はフラーレンを分解し、ガラスとさえ反応する。一方、カルボラン酸のイオンでは分子全体を塩素が覆っているため、ほかの物質と反応しにくく化学的に安定である。よってカルボラン酸はフラーレンを壊すことなくH+を与え、フラーレンと1対1の塩をつくる。またガラスを腐食することもない。すなわち、カルボラン酸は強力な酸にもかかわらず腐食性や酸化力が小さい。
アレーンおよびアルケンなどをカルボラン酸によってプロトン化することで、アレニウムイオンおよびカルボカチオンなどの不安定な化学種がカルボラン酸の塩として単離できる。これらは寿命の短い反応中間体でありガソリンの接触改質、医薬品の合成、高分子合成、生体内での消化など、さまざまな化学反応に現れる。反応中間体を単離することはこれらの反応の研究に大いに役立つ。
2013年、リードらはカルボラン酸の塩素をフッ素に置換して単離することに成功した。このフッ素置換カルボラン酸はこれまでのカルボラン酸よりも強力であるものの、微量の水分と反応して分解し、微量の有機物とも反応するという。